# Helicopsyche coreana
Helicopsyche coreana is een schietmot uit de familie Helicopsychidae. De soort komt voor in het Palearctisch gebied.